# 元旦
元旦，新年，指西曆格里曆中的新年第一日。因为公曆也称为阳曆、西曆、新曆，所以元旦也是公曆新年，阳曆新年，新曆新年，是世界多數國家的法定假日，很多國家過年都是從聖誕節一直放到元旦，放假日數則依各地民情而有所不同。

## 涵義
“元”表示开始、最初。“旦”表示太陽剛出地平線之際，即一日之始；因此“元旦”就是一年之始、一年之第一日。而在民國建立改採西曆為國曆前，“元旦”所指是華夏新年首日，古時之春節所指是立春。

## 歷史
雖然“元旦”表示一年之首日的意思從未改變，但在中国历史上，“元旦”的具體日期隨朝代更替的改正朔而不同：
- 夏朝为夏历正月初一
- 商朝为夏历十二月初一
- 周朝为夏历十一月初一
- 秦朝为夏历十月初一（参见农历#夏历、殷历和周历的分别）
- 汉朝汉武帝太初元年时，鄧平等人创立“太初曆”，重定夏历正月初一为元旦，此后一直沿用至辛亥革命[原創研究？]
- 中华民国成立後，孙中山为了“行夏正，所以顺农时；从西历，所以便统计”，改稱夏历正月初一为春节[來源請求]，西历1月1日为“元旦”[1]
- 1949年9月，中国人民政治协商会议第一届全体会议通过使用“公元纪年法”，稱西历1月1日为“元旦”

## 日期與命名爭議
2009年，湖南學者黄守愚对于稱西曆1月1日為元旦提出異議。因為“元旦”名稱的含義、歷史記載、文學詩詞各方面，均指夏曆的正月初一，如果不明白这点就会误解古文内容。

## 公眾假期
在臺灣，元旦名為中華民國開國紀念日，屬於國定假日，放假一日，若與周六、日重疊則另外補假；但若與周休假期僅相隔一個工作日，則該工作日調為假期，並擇前一個星期六補班補課。
自2015年起，若遇周六於前一個上班日補假，遇周日於次一個上班日補假。
在香港、澳門和中國大陸及全世界大部分地方，元旦為公眾假期。
在日本，新年為公眾假期，政府部門與一般企業從12月29日到1月3日放假，銀行等金融機構多從12月31日到1月3日放假。
在馬來西亞，元旦為馬來西亞公共假期之一，而在馬來西亞學校假期中也同一時間將其列為學校假期。而在西馬，比如柔佛、吉打，吉蘭丹，登嘉樓以及玻璃市為非公共假期。

## 另見
- 努库阿洛法 - 位於東加，為全球首個迎接元旦曙光的城市。
- 贺年卡
- 跨年
- 會計年度

## 外部連結
[在维基数据编辑]
 《欽定古今圖書集成·曆象彙編·歲功典·元旦部》，出自陈梦雷《古今圖書集成》